# Dichantharellus
Dichantharellus är ett släkte av svampar. Dichantharellus ingår i familjen Lachnocladiaceae, ordningen Russulales, klassen Agaricomycetes, divisionen basidiesvampar och riket svampar.
|                 | Scytinostroma                                                                             |
|                 |                                                                                           |
|                 | Vararia                                                                                   |
|                 |                                                                                           |
|                 | Dichostereum                                                                              |
|                 |                                                                                           |
|                 | Asterostroma                                                                              |
|                 |                                                                                           |
|                 | Dichopleuropus                                                                            |
|                 |                                                                                           |
| Dichantharellus | \| \| Dichantharellus brunnescens \| \| \| \| \| \| Dichantharellus malayanus \| \| \| \| |
|                 | \| \| Dichantharellus brunnescens \| \| \| \| \| \| Dichantharellus malayanus \| \| \| \| |
|                 | Lachnocladium                                                                             |
|                 |                                                                                           |
|                 | Stereofomes                                                                               |
|                 |                                                                                           |
|                 | Dichantharellus brunnescens                                                               |
|                 |                                                                                           |
|                 | Dichantharellus malayanus                                                                 |
|                 |                                                                                           |

|  | Dichantharellus brunnescens |
|  |                             |
|  | Dichantharellus malayanus   |
|  |                             |